# Lilla Marilla
Lilla Marilla (originaltitel: Rilla of Ingleside) är Lucy Maud Montgomerys åttonde bok i serien om Anne på Grönkulla, första gången publicerad på engelska 1921 och på svenska 1928.
Boken fokuserar på Anne och Gilberts yngsta dotter Bertha Marilla "Rilla" Blythe. Boken har en mer allvarlig ton än de tidigare eftersom den utspelar sig under första världskriget, då de tre Blythe-sönerna Jem, Walter och Shirley, samt Rillas käresta Ken Ford med fler vänner ansluter sig till de kanadensiska trupperna och reser till Europa för att kämpa i kriget. Det blir en lång och orolig väntan för Rilla och de andra hemma i Avonlea.